# 沃尔特·福沃德
沃尔特·福沃德（Walter Forward，1786年1月24日—1852年11月24日），美国政治家，美国民主-共和党和美国辉格党人，曾任美国众议院议员（1822年-1825年）和美国财政部长（1841年-1843年）。